# Aegidienberger
De aegidienberger is een nieuw paardenras uit Duitsland. Het gangenpaard ontstond in 1981 uit een kruising van een paso peruano met een IJslands paard. Het huidige ras voert overwegend IJslands bloed en werd erkend door het Rijnlandse paardenstamboek en het Duitse ministerie voor landbouw, milieu en ruimtelijke ordening.

## Geschiedenis
In 1981 vatte de fokker Walter Feldmann het plan op een nieuw paardenras te fokken in de stoeterij 'Aegidienberg' van zijn ouders. Het kruisingsdoel van het nieuwe ras was 5/8 IJslander en 3/8 van de paso peruano. Het resultaat is een middelgrote natuurlijke tölter.
De combinatie van de IJslander en de Peruaanse paso had de volgende voordelen. Van de IJslander erven ze de intelligentie, het stevige beenwerk en hardheid, van de paso peruano de grotere stokmaat, de tolerantie voor warmer weer en de goede dresseerbaarheid.
In 1994 erkende het Rheinische Pferdestammbuch de aegidienberger als ras en sindsdien worden de dieren onder die naam ingeschreven. Het ras is nog niet geheel stabiel in de vererving en alleen de goedgekeurde dieren worden toegelaten als fokdieren. Het bestand van het ras telde tot nu toe nooit meer dan duizend ingeschreven exemplaren. De aegidienberger is met zijn gemakkelijke karakter geschikt als vrijetijdspaard.

## Exterieur
Het is een middelgroot en compact gangenpaard. Hij beheerst van nature de tölt en heeft aanleg voor de telgang. Hij heeft een stokmaat van tussen de 143 cm en de 152 cm. Het hoofd heeft wat ponykenmerken en wordt ondersteund door een korte, rechte hals. De hals loopt over in een soms wat korte rug en weinig schoft.

## Kleuren
De meest voorkomende kleuren bij dit ras zijn donkere kleuren. Er is meestal niet veel sprake van aftekeningen. De manen en staart zijn weelderig en worden vaak lang gehouden. Het behang (het haar aan de koten) is kort.